# グルドボレン
グルドボレン（スウェーデン語: Guldbollen）は、スウェーデンサッカー協会とアフトンブラーデットが、そのシーズンに最も活躍した男子選手に贈るサッカーの賞である。
賞の名は黄金のボール（英: Golden ball）を意味する。

## 歴史
ベンクト・リリエダール（Bengt Liljedahl）によって創設され、1946年から1965年まではストックホルム・ティドニンヘンの協賛により授与されていた。
1946年、第1回の受賞者はグンナー・グレンであった。1973年には、マルメFFのボー・ラーションが1965年以来2回目の受賞となり、初の複数回受賞者となった。最多受賞者はズラタン・イブラヒモビッチで、2005年から2020年にかけて12回受賞している。
女子選手を対象としたディアマンボレン（スウェーデン語: Diamantbollen）が1990年に設立された。現在は、グルドボレン、ディアマンボレンどちらもフォトボルスガランで表彰が行われるようになった。

## 受賞者

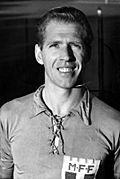
エリク・ニルソン（1950）

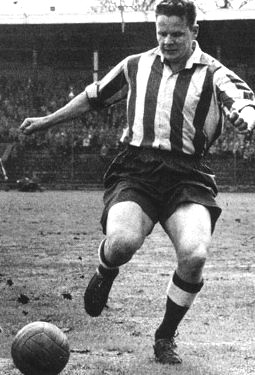
ヨースタ・サンドベリ（1956）

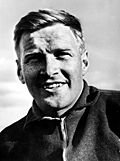
オルヴァル・ベルグマルク（1958）

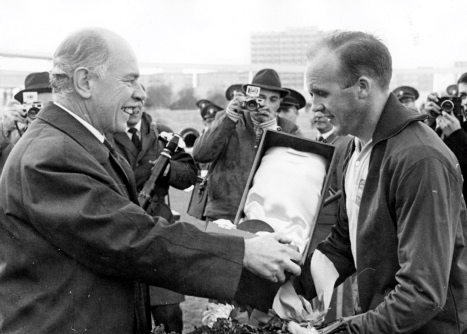
プラウィッツ・エーベリ（1962）

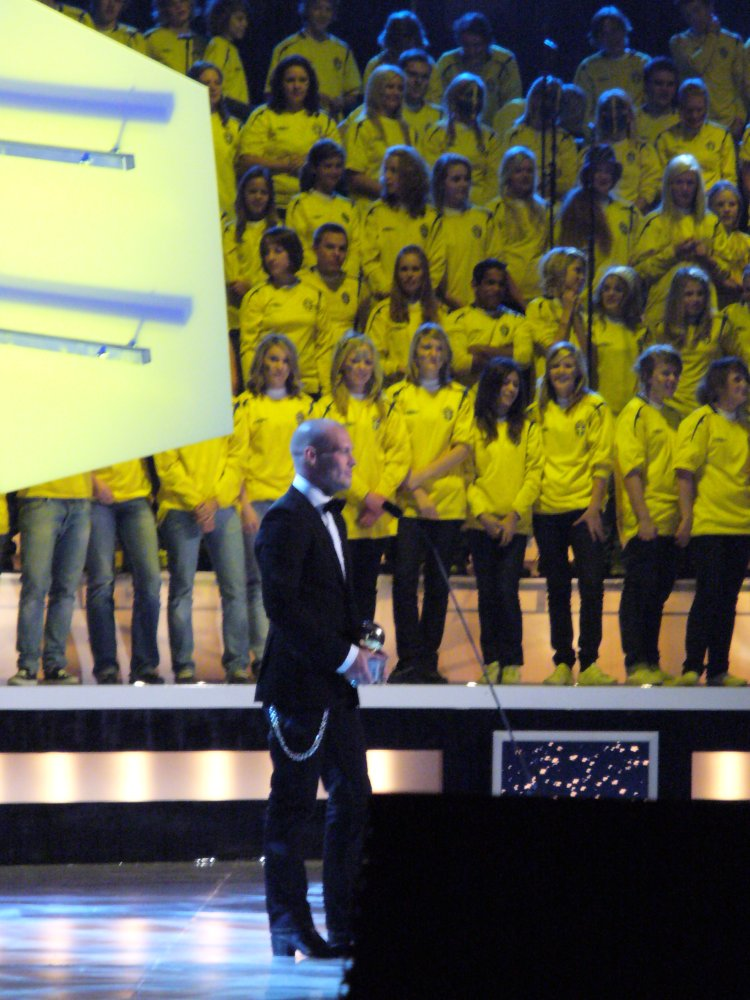
フレドリック・ユングベリ（2006）

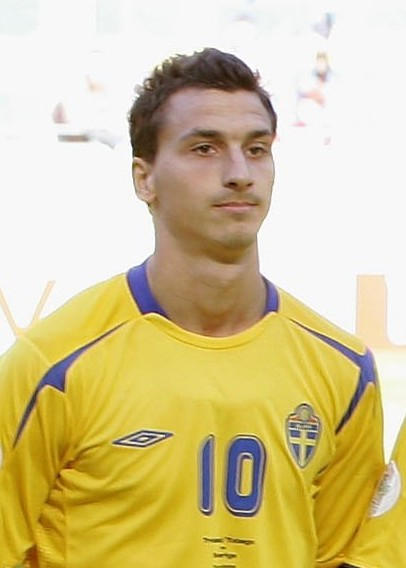
ズラタン・イブラヒモビッチ（2020）

| シーズン | 受賞選手                        | 所属クラブ                                            |
| -------- | ------------------------------- | ----------------------------------------------------- |
| 1946     | グンナー・グレン                | IFKヨーテボリ                                         |
| 1947     | グンナー・ノルダール            | IFKノルシェーピン                                     |
| 1948     | ベルティル・ノルダール          | デーゲルフォルシュIF                                  |
| 1949     | クヌート・ノルダール            | IFKノルシェーピン                                     |
| 1950     | エリク・ニルソン                | マルメFF                                              |
| 1951     | オーレ・オーフルンド            | デーゲルフォルシュIF                                  |
| 1952     | カッレ・スヴェンソン            | ヘルシンボリIF                                        |
| 1953     | ベンクト・グスタフソン          | IFKノルシェーピン                                     |
| 1954     | スヴェン＝オーヴ・スヴェソン    | ヘルシンボリIF                                        |
| 1955     | ヨースタ・ローフグレン          | モタラAIF                                             |
| 1956     | ヨースタ・サンドベリ            | ユールゴーデンIF                                      |
| 1957     | オーケ・ヨハンソン              | IFKノルシェーピン                                     |
| 1958     | オルヴァル・ベルグマルク        | エーレブルーSK                                        |
| 1959     | アグネ・シモンソン              | エルグリーテIS                                        |
| 1960     | トルビョルン・ヨンソン          | IFKノルシェーピン                                     |
| 1961     | ベンクト・ニホルム              | IFKノルシェーピン                                     |
| 1962     | プラウィッツ・エーベリ          | マルメFF                                              |
| 1963     | ハリー・ビルド                  | IFKノルシェーピン                                     |
| 1964     | ハンス・ミルド                  | ユールゴーデンIF                                      |
| 1965     | ボー・ラーション                | マルメFF                                              |
| 1966     | オーヴェ・キンドヴァル          | IFKノルシェーピン フェイエノールト                    |
| 1967     | イングヴァル・スヴァーン        | マルメFF                                              |
| 1968     | ビョルン・ノルドクヴィスト      | IFKノルシェーピン                                     |
| 1969     | トミー・スヴェンソン            | エステルスIF                                          |
| 1970     | ヤン・オルソン                  | VfBシュトゥットガルト                                 |
| 1971     | ロニー・ヘルストレーム          | ハンマルビーIF                                        |
| 1972     | ラルフ・エドストレーム          | オートヴィーダベリFF                                  |
| 1973     | ボー・ラーション (2)            | マルメFF                                              |
| 1974     | ラルフ・エドストレーム (2)      | PSVアイントホーフェン                                 |
| 1975     | ケント・カールソン              | オートヴィーダベリFF                                  |
| 1976     | アンデシュ・リンデロート        | エステルスIF                                          |
| 1977     | ロイ・アンデション              | マルメFF                                              |
| 1978     | ロニー・ヘルストレーム (2)      | 1.FCカイザースラウテルン                              |
| 1979     | ヤン・メラー                    | マルメFF                                              |
| 1980     | ロルフ・ゼッタールンド          | IKブラゲ                                              |
| 1981     | トーマス・ラヴェリ              | エステルスIF                                          |
| 1982     | トルビョルン・ニルソン          | IFKヨーテボリ 1.FCカイザースラウテルン                |
| 1983     | グレン・ヒーセン                | IFKヨーテボリ PSVアイントホーフェン                   |
| 1984     | スヴェン・ダールクヴィスト      | AIKソルナ                                             |
| 1985     | グレン・ストレンベリ            | アタランタBC                                          |
| 1986     | ロベルト・プリツ                | BSCヤングボーイズ                                     |
| 1987     | ペテル・ラーション              | IFKヨーテボリ アヤックス・アムステルダム              |
| 1988     | グレン・ヒーセン (2)            | ACFフィオレンティーナ                                 |
| 1989     | ヨナス・テルン                  | マルメFF SLベンフィカ                                 |
| 1990     | トマス・ブロリン                | IFKノルシェーピン パルマAC                            |
| 1991     | アンデシュ・リンパル            | アーセナルFC                                          |
| 1992     | ヤン・エリクソン                | IFKノルシェーピン 1.FCカイザースラウテルン            |
| 1993     | マルティン・ダーリン            | ボルシア・メンヒェングラートバッハ                    |
| 1994     | トマス・ブロリン (2)            | パルマAC                                              |
| 1995     | パトリック・アンデション        | ボルシア・メンヒェングラートバッハ                    |
| 1996     | ローランド・ニルソン            | ヘルシンボリIF                                        |
| 1997     | パル・ゼッターベリ              | RSCアンデルレヒト                                     |
| 1998     | ヘンリク・ラーション            | セルティックFC                                        |
| 1999     | ステファン・シュヴァルツ        | バレンシアCF サンダーランドAFC                        |
| 2000     | マグヌス・ヘドマン              | コヴェントリー・シティFC                              |
| 2001     | パトリック・アンデション (2)    | FCバイエルン・ミュンヘン FCバルセロナ                 |
| 2002     | フレドリック・ユングベリ        | アーセナルFC                                          |
| 2003     | オロフ・メルベリ                | アストン・ヴィラFC                                    |
| 2004     | ヘンリク・ラーション (2)        | セルティックFC FCバルセロナ                           |
| 2005     | ズラタン・イブラヒモビッチ      | ユヴェントスFC                                        |
| 2006     | フレドリック・ユングベリ (2)    | アーセナルFC                                          |
| 2007     | ズラタン・イブラヒモビッチ (2)  | インテルナツィオナーレ・ミラノ                        |
| 2008     | ズラタン・イブラヒモビッチ (3)  | インテルナツィオナーレ・ミラノ                        |
| 2009     | ズラタン・イブラヒモビッチ (4)  | インテルナツィオナーレ・ミラノ FCバルセロナ           |
| 2010     | ズラタン・イブラヒモビッチ (5)  | FCバルセロナ ACミラン                                 |
| 2011     | ズラタン・イブラヒモビッチ (6)  | ACミラン                                              |
| 2012     | ズラタン・イブラヒモビッチ (7)  | ACミラン パリ・サンジェルマンFC                       |
| 2013     | ズラタン・イブラヒモビッチ (8)  | パリ・サンジェルマンFC                                |
| 2014     | ズラタン・イブラヒモビッチ (9)  | パリ・サンジェルマンFC                                |
| 2015     | ズラタン・イブラヒモビッチ (10) | パリ・サンジェルマンFC                                |
| 2016     | ズラタン・イブラヒモビッチ (11) | パリ・サンジェルマンFC マンチェスター・ユナイテッドFC |
| 2017     | アンドレアス・グランクヴィスト  | FCクラスノダール                                      |
| 2018     | ヴィクトル・リンデロフ          | マンチェスター・ユナイテッドFC                        |
| 2019     | ヴィクトル・リンデロフ (2)      | マンチェスター・ユナイテッドFC                        |
| 2020     | ズラタン・イブラヒモビッチ (12) | ACミラン                                              |
| 2021     | エミル・フォシュベリ            | RBライプツィヒ                                        |
| 2022     | デヤン・クルゼフスキ            | トッテナム・ホットスパーFC                            |
| 2023     | デヤン・クルゼフスキ (2)        | トッテナム・ホットスパーFC                            |